# 蔡丞峯
蔡丞峯（英語：Calvin Choi Shing Fung，1996年5月5日—），香港男性侍酒師，現為西班牙高級餐廳 Amelia Hong Kong 首席侍酒師，以及香港葡萄酒評審協會主席。

## 背景
蔡丞峯曾就讀於保良局王賜豪(田心谷)小學及樂善堂楊葛小琳中學，因香港中學文憑考試成績未如理想（五科成績僅二級以上），而又修讀過旅遊與款待科，故中六畢業（2015年）後選擇入讀香港專業教育學院酒店及餐飲業管理高級文憑課程；此前曾赴英格蘭薩里郡升讀私立寄宿學校凱特漢姆學校（Caterham School）。取得該高級文憑後，他再修讀才晉高等教育學院與英國雪菲爾哈倫大學合辦的一年學士學位銜接課程（主修酒店管理）；在讀期間亦考獲「伍達倫博士紀念傑出學生獎勵計劃」獎學金，並獲得《2017香港葡萄酒公開賽》冠軍及《2018波爾多左岸杯》香港賽區亞軍。他回到香港便獲港島香格里拉大酒店旗下法國餐廳聘用，不久轉往西班牙高級餐廳 Amelia Hong Kong 擔任首席侍酒師。
另外，蔡丞峯是世界侍酒大師協會的認証侍酒師及香港葡萄酒評審協會主席，常為多項葡萄酒評審比賽擔任國際評判兼品試會評委，也為香港各間學院教授葡萄酒課程以推廣相關文化。

## 外部連結
- YouTube上的Calvin Choi頻道
- 香港葡萄酒評審協會官方網站 （页面存档备份，存于）